# ラグビーリパブリック
ラグビーリパブリック（Rugby Republic）は、ベースボール・マガジン社発行のラグビーマガジン編集部が運営するラグビーユニオン情報ウェブサイトである。略称「ラグリパ」。

## 概要
2011年、ラグビーワールドカップ2019日本大会開催に向けて応援するため開設。別名「ラグビー共和国」。2021年にはYouTubeでの動画投稿も開始した。

## 主なライター
- 小林深緑郎
- 藤島大
- 田村一博
- 直江光信
- 向風見也